# 塞特亚纳·玛帕萨
塞特亚纳·玛帕萨（1995年8月15日—），澳洲女子羽毛球運動員，出生於印尼，2014年正式取得澳洲公民權。

## 簡歷
2015年4月，塞特亚纳·玛帕萨出戰懷卡托國際賽，分別與格罗娅·萨莫维尔和沙旺·塞拉辛哈合作奪得女子雙打及混合雙打比賽冠軍。年內，她和萨莫维尔又在奧克蘭國際賽、瑪利拜朗國際賽和挪威國際賽赢得冠軍。
2016年5月，世界羽聯宣布，塞特亚纳·玛帕萨因不符合代表居住国上场比赛的資格，将从奥运积分榜中除名，不过世界排名會被保留。換言之，其時女雙排名第36位的塞特亚纳·玛帕萨/格罗娅·萨莫维尔將未能代表澳洲參加里約奧運會。

## 主要比賽成績
只列出曾進入準決賽的國際賽事成績：
| 年份            | 賽事                         | 公開賽級別 | 項目     | 拍檔                | 成績   |
| --------------- | ---------------------------- | ---------- | -------- | ------------------- | ------ |
| 代表 印度尼西亞 |                              |            |          |                     |        |
| 2013年          | 亞洲青年羽毛球錦標賽         | 其他       | 混合團體 | －                  | 季軍   |
| 2013年          | 世界青年羽毛球錦標賽         | 其他       | 混合團體 | －                  | 亞軍   |
| 代表            |                              |            |          |                     |        |
| 2014年          | 奧克蘭羽毛球國際賽           | 國際系列賽 | 女子雙打 | 杰奎琳·关           | 準決賽 |
| 2014年          | 雪梨羽毛球國際賽             | 國際挑戰賽 | 混合雙打 | 沙旺·塞拉辛哈       | 冠軍   |
| 2015年          | 懷卡托羽毛球國際賽           | 未來系列賽 | 女子雙打 | 格罗娅·萨莫维尔     | 冠軍   |
| 2015年          | 懷卡托羽毛球國際賽           | 未來系列賽 | 混合雙打 | 沙旺·塞拉辛哈       | 冠軍   |
| 2015年          | 奧克蘭羽毛球國際賽           | 國際系列賽 | 女子雙打 | 格罗娅·萨莫维尔     | 冠軍   |
| 2015年          | 瑪利拜朗羽毛球國際賽         | 國際系列賽 | 女子雙打 | 格罗娅·萨莫维尔     | 冠軍   |
| 2015年          | 瑪利拜朗羽毛球國際賽         | 國際系列賽 | 混合雙打 | 沙旺·塞拉辛哈       | 亞軍   |
| 2015年          | 雪梨羽毛球國際賽             | 國際挑戰賽 | 女子雙打 | 格罗娅·萨莫维尔     | 亞軍   |
| 2015年          | 雪梨羽毛球國際賽             | 國際挑戰賽 | 混合雙打 | 沙旺·塞拉辛哈       | 準決賽 |
| 2015年          | 挪威羽毛球國際賽             | 國際系列賽 | 女子雙打 | 格罗娅·萨莫维尔     | 冠軍   |
| 2015年          | 挪威羽毛球國際賽             | 國際系列賽 | 混合雙打 | 沙旺·塞拉辛哈       | 冠軍   |
| 2015年          | 威爾斯羽毛球國際賽           | 國際挑戰賽 | 混合雙打 | 沙旺·塞拉辛哈       | 準決賽 |
| 2015年          | 意大利羽毛球國際賽           | 國際挑戰賽 | 女子雙打 | 格罗娅·萨莫维尔     | 亞軍   |
| 2015年          | 土耳其梅爾辛羽毛球國際賽     | 國際挑戰賽 | 女子雙打 | 格罗娅·萨莫维尔     | 準決賽 |
| 2015年          | 土耳其梅爾辛羽毛球國際賽     | 國際挑戰賽 | 混合雙打 | 沙旺·塞拉辛哈       | 準決賽 |
| 2016年          | 紐西蘭羽毛球黃金大獎賽       | 黃金大獎賽 | 女子雙打 | 格罗娅·萨莫维尔     | 準決賽 |
| 2016年          | 巴西羽毛球國際賽             | 國際系列賽 | 女子雙打 | 格罗娅·萨莫维尔     | 亞軍   |
| 2016年          | 加拿大羽毛球大獎賽           | 大獎賽     | 女子雙打 | 格罗娅·萨莫维尔     | 冠軍   |
| 2016年          | 加拿大羽毛球大獎賽           | 大獎賽     | 混合雙打 | 沙旺·塞拉辛哈       | 準決賽 |
| 2016年          | 荷蘭羽毛球大獎賽             | 大獎賽     | 女子雙打 | 格罗娅·萨莫维尔     | 冠軍   |
| 2017年          | 努美阿羽毛球國際賽           | 國際系列賽 | 女子雙打 | 格罗娅·萨莫维尔     | 冠軍   |
| 2017年          | 努美阿羽毛球國際賽           | 國際系列賽 | 混合雙打 | 沙旺·塞拉辛哈       | 冠軍   |
| 2017年          | 大洋洲羽毛球錦標賽           | 其他       | 女子雙打 | 格罗娅·萨莫维尔     | 冠軍   |
| 2017年          | 大洋洲羽毛球錦標賽           | 其他       | 混合雙打 | 沙旺·塞拉辛哈       | 冠軍   |
| 2017年          | 紐西蘭羽毛球黃金大獎賽       | 黃金大獎賽 | 混合雙打 | 沙旺·塞拉辛哈       | 亞軍   |
| 2017年          | 雪梨羽毛球國際賽             | 國際系列賽 | 混合雙打 | 沙旺·塞拉辛哈       | 亞軍   |
| 2018年          | 大洋洲羽毛球男女子團體錦標賽 | 其他       | 女子團體 | －                  | 冠軍   |
| 2018年          | 大洋洲羽毛球錦標賽           | 其他       | 女子雙打 | 格罗娅·萨莫维尔     | 冠軍   |
| 2018年          | 大洋洲羽毛球錦標賽           | 其他       | 混合雙打 | 沙旺·塞拉辛哈       | 冠軍   |
| 2018年          | 英聯邦運動會羽毛球比賽       | 其他       | 女子雙打 | 格罗娅·萨莫维尔     | 第四名 |
| 2019年          | 大洋洲羽毛球錦標賽           | 其他       | 女子雙打 | 格罗娅·萨莫维尔     | 冠軍   |
| 2019年          | 大洋洲羽毛球錦標賽           | 其他       | 混合雙打 | Huaidong Tang       | 季軍   |
| 2019年          | 大洋洲羽毛球混合團體錦標賽   | 其他       | 混合團體 | －                  | 冠軍   |
| 2019年          | 懷卡托羽毛球國際賽           | 國際系列賽 | 女子雙打 | 格罗娅·萨莫维尔     | 準決賽 |
| 2019年          | 加拿大羽毛球公開賽           | 超級100賽  | 女子雙打 | 格罗娅·萨莫维尔     | 冠軍   |
| 2019年          | 南澳洲羽毛球國際賽           | 國際挑戰賽 | 女子雙打 | 格罗娅·萨莫维尔     | 亞軍   |
| 2019年          | 尼泊爾羽毛球國際挑戰賽       | 國際挑戰賽 | 女子雙打 | 格罗娅·萨莫维尔     | 冠軍   |
| 2019年          | 美國羽毛球國際挑戰賽         | 國際挑戰賽 | 女子雙打 | 格羅婭·薩莫維爾     | 冠軍   |
| 2020年          | 大洋洲羽毛球錦標賽           | 其他       | 女子雙打 | 格羅婭·薩莫維爾     | 冠軍   |
| 2020年          | 大洋洲羽毛球男女子團體錦標賽 | 其他       | 女子團體 | －                  | 冠軍   |
| 2023年          | 大洋洲羽毛球錦標賽           | 其他       | 女子雙打 | 西爾維娜·庫爾尼亞萬 | 冠軍   |
| 2023年          | 塞班島羽毛球國際賽           | 國際挑戰賽 | 女子雙打 | 亚                  | 準決賽 |
| 2023年          | 蒙古國羽毛球國際挑戰賽       | 國際挑戰賽 | 女子雙打 | 于亚杰              | 亞軍   |
| 2023年          | 蒙古國羽毛球國際挑戰賽       | 國際挑戰賽 | 混合雙打 | Jack Yu             | 準決賽 |
| 2023年          | 高雄羽球大師賽               | 超級100賽  | 女子雙打 | 于亚杰              | 冠軍   |
| 2023年          | 本迪戈羽毛球國際賽           | 國際挑戰賽 | 女子雙打 | 于亚杰              | 冠軍   |
| 2023年          | 雪梨羽毛球國際賽             | 國際系列賽 | 女子雙打 | 于亚杰              | 冠軍   |
| 2023年          | 賽義德·莫迪羽毛球國際賽      | 超級300賽  | 女子雙打 | 于亚杰              | 準決賽 |
| 2023年          | 古瓦哈蒂羽毛球大師賽         | 超級100賽  | 女子雙打 | 于亚杰              | 準決賽 |
| 2024年          | 大洋洲羽毛球錦標賽           | 其他       | 女子雙打 | 于亚杰              | 冠軍   |
| 2024年          | 大洋洲羽毛球男女子團體錦標賽 | 其他       | 女子團體 | －                  | 冠軍   |
| 2024年          | 瑞士羽毛球公開賽             | 超級300賽  | 女子雙打 | 于亚杰              | 準決賽 |
| 2024年          | 澳洲羽毛球公開賽             | 超級500賽  | 女子雙打 | 于亚杰              | 準決賽 |

| 2007-2017年 | 首要超級賽 | 超級賽 | 黃金大獎賽 | 大獎賽 | 國際挑戰賽 | 國際系列賽 | 未來系列賽 | 其他 |

| 2018-2026年 | 總決賽 | 超級1000賽 | 超級750賽 | 超級500賽 | 超級300賽 | 超級100賽 | 國際挑戰賽 | 國際系列賽 | 未來系列賽 | 其他 |

### 奧運會和世錦賽參賽紀錄
|          | 搭檔            | 2017        | 2018 | 2019 | 2020       | 2024       |
| -------- | --------------- | ----------- | ---- | ---- | ---------- | ---------- |
| 女子雙打 | 格罗娅·萨莫维尔 | 48強 (退賽) | －   | 32強 | 小組第三名 | －         |
| 女子雙打 | 于亚杰          | －          | －   | －   | －         | 小組第三名 |
|          |                 |             |      |      |            |            |
| 混合雙打 | 沙旺·塞拉辛哈   | 48強 (退賽) | －   | －   | －         | －         |